# Blenniella chrysospilos
Blenniella chrysospilos är en fiskart som först beskrevs av Bleeker, 1857.  Blenniella chrysospilos ingår i släktet Blenniella och familjen Blenniidae. Inga underarter finns listade.